# هارالد إريكسن
هارالد إريكسن (بالنرويجية البوكمول: Harald Eriksen)‏ هو لاعب جمباز فني نرويجي، ولد في 3 يوليو 1888، وتوفي في 1 يونيو 1968.

## وصلات خارجية
- هارالد إريكسن على موقع أوليمبيديا (الإنجليزية)